# 건담 빌드 다이버즈 Re:RISE
《건담 빌드 다이버즈 Re:RISE》(일본어: ガンダムビルドダイバーズRe:RISE)는 선라이즈의 건담 프랜차이즈를 기반으로 한 일본의 로봇 웹 애니메이션이다.

## 개요
EL 다이버들을 위한 제2차 유지 연맹전에서 전설적 포스가 된 빌드 다이버즈의 활약상으로 2년 후. 건프라 배틀 넥서스 온라인(GBN)에서는 로그인 중의 다이버의 감각을 차원상에서 피드백하는 신기술로 더욱 생동감 있는 플레이가 즐길 수 있도록 진화하고 있었다.
고등학생인 소년 쿠가 히로토는 정식 포스에 소속하는 일 없이, 다른 포스나 다이버에 고용되어 활동하는 용병 다이버.와 어느 인물의 수색이라고 하는 목적으로 혼자서 디멘션내를 헤매는 히로토는, 다양한 사정으로 단독 활동하는 다이버들과 만나, 그들과 함께 또 하나의 「빌드 다이버즈」를 결성하게 된다.

## 우리말 목소리 출연
- 김현욱: 쿠가 히로토
- 박시윤: 무카이 히나타
- 서유리: 메이
- 김혜성: 토리마치 카자미
- 송하림: 파르비즈
- 김연우: 이브, 마이야
- 최승훈: 쿠가 오사무, 마기, 지릭, 자분, 뮤란
- 홍승효: 마츠무라 켄, 토노이, 칼리코, 비, 고조
- 정의한: 제드, 고러스
- 송준석: 캡틴 지온